# 加藤一二三 九段監修 ひふみんの将棋道場
『加藤一二三 九段監修 ひふみんの将棋道場』（かとうひふみ くだんかんしゅう ひふみんのしょうぎどうじょう）は、株式会社ポケットより2018年12月20日に発売されたNintendo Switch用コンピュータ将棋ソフト。

## 概要
加藤一二三がこれまで監修した将棋ソフトは、『朝日新聞連載 加藤一二三九段将棋 心技流』（1995年、バリエ）、『加藤一二三九段 将棋倶楽部』（1997年、ヘクト）、『加藤一二三九段の将棋教室』（1999年、カルチャーブレーン）があり、本作はおよそ19年ぶりの監修ソフトとなる。
作品内では、デフォルメされた加藤とアシスタントの猫のシゴローが進行役となり、プレイヤーへの指南を行う。駒を動かしたことがないような将棋初心者を想定したつくりになっており、発売元のポケットは「孫に将棋をやさしく教えてくれる “おじいちゃんのようなソフト”」「徹底的にやさしい（易しい&優しい）将棋ソフト」というコンセプトを掲げている。
加藤は2017年6月に現役を引退して以降、将棋のおもしろさや奥深さを多くの人に伝えることが自身の使命と考えていたが、そうした中でポケットから「初心者向けに重点を置いた将棋ソフトの監修」という本作の依頼があり、使命に合致すると感じて快諾した。また、加藤が得意とする詰将棋の創作を依頼されたことが特に嬉しかったと語っている。
後述のように、本作発売前の情報発信を目的に制作されたiOS/Android用無料アプリ『ひふみんRUN すすめ！棒銀一直線』が本作の発売に先駆けて配信された。

## システム
本作の特徴的なシステムを記述する。
ひふみんアイ
対局中の盤面を対局相手の側から見ることができる。
なお、このシステムは加藤の現役時代の習慣にちなんだもので、ニコニコ生放送の将棋中継でも同様の演出を「ひふみんアイ」と称している（詳細は「加藤一二三#対局での流儀」を参照）。
指ポインター
プレイヤーがコンピュータと対局している時に、別のプレイヤーが指型のポインターを画面上で操作して指示などに役立てることができる。

## 収録モード
将棋入門
将棋を学ぶ
加藤とシゴローの掛け合いを通じて、将棋の基本的なルールを学ぶことができるモード。合間には理解度を確認するクイズが出題される。
用語集
将棋用語を調べることができる。
対局
一人で遊ぶ
駒落ちトレーニング
9段階の難易度、および駒落ちの有無や種類を選択して練習を行うことができる。
平手七番勝負
複数の猫たちから1匹を選択し、平手（ハンデなし）で対局する。
タイトル戦
猫たち、および加藤と対局を行う高難易度モード。
二人で遊ぶ
2人のプレイヤーで対局を行う。ハンデの有無や持ち時間制限の設定も可能。
詰将棋
加藤がこのソフトのために新規創作した詰将棋の問題123問を収録したモード。問題は一手詰と三手詰。
時間を気にせず解き進める「じっくり」と、早解きを目指す「タイムアタック」の2つのモードがある。

## ひふみんRUN すすめ!棒銀一直線
『ひふみんRUN すすめ！棒銀一直線』（ひふみんラン すすめ！ぼうぎんいっちょくせん）は、株式会社ポケットより2018年2月14日に無料配信されたiOS/Android用ランアクションゲーム。タイトルの「棒銀」は、加藤一二三が現役時代に特に好んで採用していた将棋の戦法である。
ゲームアプリであると同時に、配信当時開発中だった『加藤一二三 九段監修 ひふみんの将棋道場』の開発状況や正式な発売日などの最新情報を告知する役割も担っていた。
ゲーム内容は、自動的に走り続ける加藤のデフォルメキャラクターを画面のタップでジャンプさせ、駒を模した敵を避けたりアイテムを取得したりしながら進んでいくというもの。アイテムは、取ると得点が加算されるチョコレートと無敵になるうな重がある。